# Saint-André-de-Bâgé

Saint-André-de-Bâgé este o comună în departamentul Ain din estul Franței.